# 明石
明石（あかし）とは、兵庫県南部の地名。『源氏物語』や『日本書紀』にも登場する古い地名で、語源は明石川の西（林崎松江海岸沖）にある赤石（あかいし）からとも、明るいという意味の「明し」とも言われている。
現在は兵庫県明石市を指すが、歴史的に見た場合には、次の2つの意味もある。いずれも、地理的要因から、人の流れや集落・文化の形成に反映されたものである。
- 旧明石郡（明石藩）：現在の明石市（二見地区を除く。以下「明石市域」）、及び神戸市垂水区・西区・須磨区（北須磨地区）が該当する。
六甲山系の西側に広がる播磨平野東部のうち、明石川流域に形成された集落を中心とした広域である。
明石市は昭和の大合併時に神戸市に編入合併する構想もあったが、神戸市の税金の高さや行政が住民から遠ざかることなどに起因する明石市民の合併反対運動を経て住民投票の結果、現在にいたっている。
神戸市に編入された地区は、その地形から六甲山系を隔てた東側にある神戸市街地よりも同じ平野にある明石市域と人々の交流が大きく、両地域において互いに文化的にも経済的にも結びつきが強かった。しかし、神戸市に編入以後には、神戸市営地下鉄が建設され沿線にニュータウンが造成された西区押部谷町をはじめ、神戸市中心部との結びつきも強くなっている。ニュータウン建設前から人口が多かった西区の南部～西部にあたる玉津町・伊川谷町・平野町・岩岡町などは依然として明石市域との結びつきが強く、これは公共交通の路線網（神姫バス、山陽バスなど）にも反映されている。

- 明石市内の明石駅周辺（旧明石郡明石町）
現在の明石市のうち、特に明石川左岸の地域一帯を指す。ここは元明石城の城下町であり、古くから栄えた集落である。現在も、市場や漁港などがあるほか、古くからの町屋や寺、遺跡などが多く存在する。

## 歴史
- 645年 - 大化の改新により明石国が針間国に編入され播磨国となる。（明石国は、後の時代に書かれた『先代旧事本紀』（六国史には含まれない）のみに見られるだけで、その存在は疑問視されている）
- 645年 - 如意寺が建立。
- 811年 - 空海が楊柳寺を建立。
- 877年 - 覚証が楊柳寺を月照寺に改名。
- 901年 - 九州へ左遷された菅原道真が立ち寄り、明石の駅に一泊する。
- 1578年 - 別所長治が魚住に魚住城を築城。
- 1580年 - 羽柴秀吉が三木を攻め、明石も巻き込まれる。
- 1585年 - 高山右近が領主に。
- 1587年 - 高山右近は追放され、羽柴秀吉の直轄領になる。
- 1617年 - 小笠原忠真（当時は忠政）が明石城主に。
- 1619年 - 明石城の築城が始まる。
- 1621年 - 城造り、町造りの一環として砂浜に掘り込みを行い、現在の明石港が作られる[1]。
- 1622年 - 小笠原忠真、明石城内にあった人丸神社と月照寺を現在の位置に移設する。
- 1680年頃 - 岩岡が開墾される。
- 1871年7月14日 - 廃藩置県により明石藩から明石県となる。
- 1871年11月 - 明石県は姫路県に編入後、飾磨県に名称変更。
- 1876年8月 - 府県大統合により飾磨県は兵庫県に併合される。
- 1879年1月 - 郡区町村編制法により明石郡となる。
- 1888年11月1日 - 山陽鉄道が兵庫-明石間で開通。
- 1888年12月23日 - 山陽鉄道、明石-姫路間が開通。
- 1889年4月 - 市制町村制が敷かれ1町11村（明石町および伊川谷、岩岡、魚住、大久保、押部谷、神出、玉津、垂水、櫨谷、林崎、平野の各村）が出来る。
- 1917年 - 兵庫電気軌道の兵庫-明石間が開通。
- 1919年11月1日 - 明石町が明石市となる。
- 1923年 - 神姫鉄道の明石-姫路間が開通。
- 1928年10月 - 垂水村が垂水町となる。
- 1938年4月1日 - 大久保村が大久保町となる。
- 1941年7月1日 - 垂水町が神戸市須磨区に編入。
- 1942年 - 林崎村が明石市に編入。
- 1943年 - 明石市は玉津村を合併しようと兵庫県に申請するが不成立。
- 1946年11月 - 旧垂水町が神戸市垂水区となる。
- 1947年3月1日 - 伊川谷村、岩岡村、押部谷村、神出村、玉津村、櫨谷村、平野村が神戸市垂水区に編入される。
- 1951年1月 - 大久保町、魚住村、加古郡二見町が明石市に編入。
- 1955年 - 明石市で神戸市との合併の可否を住民投票し反対多数で不成立となる（昭和の大合併）。
- 1964年 - 明舞団地に入居がはじまる。
- 1977年6月6日 - 垂水区名谷町の一部が神戸市須磨区に編入される。
- 1982年8月 - 神戸市垂水区伊川谷町、岩岡町、押部谷町、神出町、玉津町、櫨谷町、平野町が西区として分離。
- 1985年2月 - 垂水区名谷町、西区伊川谷町前開・布施畑の各一部が神戸市須磨区に編入される。
- 1985年6月18日 - 神戸市営地下鉄西神延伸線が開通。
- 1995年1月17日 - 兵庫県南部地震により甚大な被害を受ける。
- 1998年4月5日 - 明石海峡大橋開通